# سائولو اسکارسون رودریگز دوس سانتوس
سائولو اسکارسون رودریگز دوس سانتوس (به پرتغالی: Saulo Squarsone Rodrigues dos Santos) دروازه‌بان اهل برزیل است که در شهر Salto, São Paulo و در تاریخ ۱۰ اوت ۱۹۸۵ به دنیا آمده‌است.
سائولو اسکارسون رودریگز دوس سانتوس در تیم‌های فوتبال Criciúma سابقهٔ حضور دارد.